# Цифровая амнезия
Цифровая амнезия ("эффект Google") — это результат зависимости пользователей от Интернета. Новое явление хранения и запоминания информации. 
Появление поисковых систем значительно сказалось на работе памяти людей. Возможность легко найти любую интересующую информацию привела к тому, что люди просто перестали запоминать всё то, что можно найти щелчком мышки. Тем не менее, многие исследователи утверждают, что цифровая амнезия никак не повлияла на умственные способности человека.

## Начало изучения феномена
Первое исследование данного феномена со времен изобретения поисковых систем было проведено под руководством Бетси Спэрроу из Колумбийского университета.
Эксперимент был разбит на четыре части. Сначала испытуемые должны были ответить на лёгкие и сложные вопросы, а затем выполнить тесты Струпа. Исследователи показывали слова двух категорий: самые обычные и те, которые связаны с технологиями (к примеру, клавиатура, экран или Google). Слова были выделены разными цветами. Демонстрируя цветные слова, учёные засекали время, которое занимало у людей определение цвета шрифта. Добровольцам понадобилось больше времени для ответа на слова технологического характера. Из этого можно сделать вывод, что подсознательно люди надеялись на ответ из поисковика.
Во второй части испытуемым предоставили простые утверждения. Половине сообщили, что выражения буду сохранены и их позже можно будет просмотреть, других попросили запомнить, не сказав, что данные будут доступны. Далее обе группы проверили на способность запоминания тех самых выражений. Выяснилось, что первая группа не запомнила предложения, но точно назвала название файла и где он хранится. Вторая — показала более хорошие результаты, сумев воспроизвести тексты. В результате эксперимента учёные пришли к выводу, что люди, зная, что информацию можно найти онлайн, склонны запоминать меньше.

## Описание феномена
Упрощая жизнь, Google и другие поисковые системы тем самым способствуют тому, что мозг используется реже. Согласно научному исследованию Николаса Карра "Делает ли Google глупее" у людей ухудшилась память и способность к концентрации. Несмотря на то, что всемирная сеть стала "поставщиком" огромного количества пищи для размышления, она также сформировала определенный образ мышления. Человечество теряет способность читать длинные тексты, от книги постоянно отвлекают внешние источники. Быстрый переход от ссылки к ссылке привел к потере способности долго концентрироваться на одном предмете. Люди стали читать онлайн не из-за удобства, а из-за того, что Интернет формирует наши читательские привычки.
Механизм чтения изменился: информация воспринимается более быстро, но менее внимательно. Среднестатистическому пользователю Интернета сложно воспринимать более двух страниц текста, особенно не развлекательного характера. Замечено, что люди предпочитают Сеть в попытке бегства от традиционного чтения. Google, как и другие поисковые системы, все больше напоминает искусственный интеллект, аккумулирующий огромное количество данных. Но есть и обратная сторона медали — поисковые системы, предоставляя данные, не учат размышлять.

## Критика
Не все ученые согласны со Спэрроу и Карром: Алан Дэгер, профессор Института неврологии Монреаля, называет «абсурдом» утверждения тех, кто считает, что зависимость от интернета атрофирует наши серые клетки. По его словам, обилие доступной информации в сети приносит исключительно пользу. «Я уже десять лет не ходил в библиотеку, чтобы найти какую-то книгу или журнал. Интернет оказывает неоценимую помощь. Он изменил медицинскую практику», — уверен канадский невролог.

## Трансактивная память
Трансактивная память ("переходная" или "кочующая") — психологическая теория об устройстве памяти, согласно которой мы не запоминаем то, что помнят друзья и члены семьи. Термин "трансактивная память" стал обозначать одну из функциональных разновидностей человеческой памяти наряду с образной, логической, эмоциональной, моторной и автобиографической памятью. По мнению Спэрроу, зависимость от компьютеров и смартфонов представляет собой форму трансактивной памяти.
Трансактивная память представляет собой "групповое мышление". Согласно этой системе каждый индивид является носителем определенной информации, которая будет выгодна для всей группы. Трансактивная память обеспечивает коллектив более точным и полным знанием. Технологии и люди становятся "взаимозависимыми технологиями". 
Многие исследователи ставят под сомнение связь цифровой амнезии и трансактивной памяти: по их мнению, никакого взаимодействия не происходит, а поисковые системы являются всего лишь инструментами для поиска информации и не могут считаться частью когнитивной системы.

## Ситуация в России
Согласно опросу, около 78% россиян считают, что при растущем темпе жизни Интернет им необходим постоянно. Около 91% российских пользователей Сети считают, что социальная сеть является дополнением к их памяти. Однако, в отличие от тех же европейцев, российские пользователи несколько лучше помнят контактную информацию своих близких людей. Так, телефон партнера или супруга знает наизусть 81% опрошенных россиян. Телефон родителей – 76%, ребенка – 61%.